# Täby kommunhus

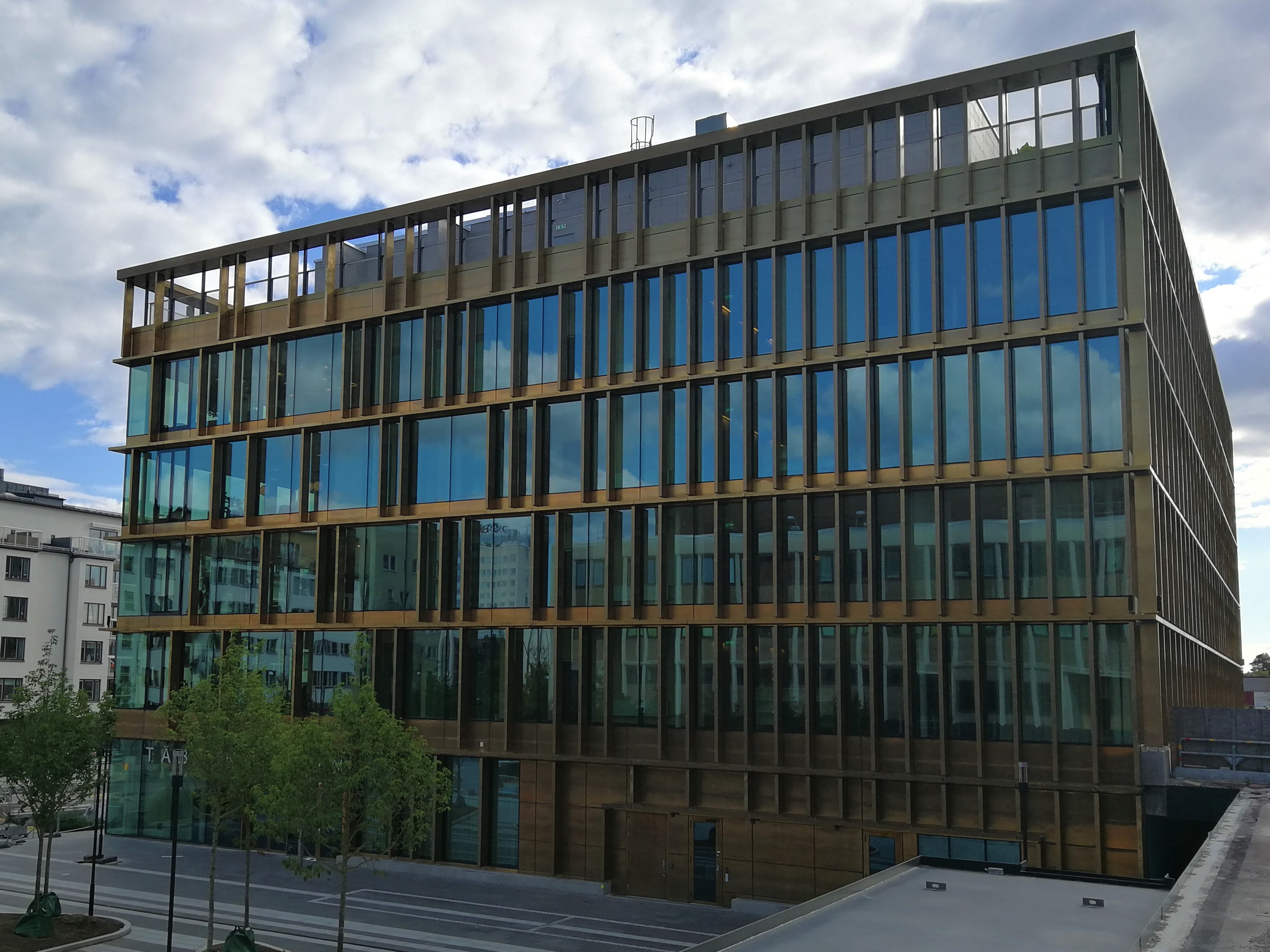
Täbys kommunhus i augusti 2017.

Täby kommunhus är en byggnad i stadsdelen Tibble, Täby kommun . Den är ritad av White arkitekter, har besöksadress Esplanaden 3 och ligger nära Täby centrum. Byggnaden, som inrymmer Täby kommuns politiska ledning och administration, togs i bruk den 18 april 2017. Byggnaden är certifierad enligt det svenska miljöcertifieringssystemet Miljöbyggnad.
Det uppförs på en tomt, som tidigare huvudsakligen varit parkeringsplats.  Mellan kommunhuset och biblioteket har anlagts ett litet torg, Estrids torg, som förbinds med Biblioteksgången genom en trappa.

## Bakgrund
Det ursprungliga kommunalhuset uppfördes i Roslags Näsby år 1950. Det är en tegelbyggnad, som snart befanns för liten. Ett anslutande kontorshus om sju våningsplan togs i bruk 1973. Den äldre tegelbyggnaden kommer att bevaras medan höghusdelen har rivits i samband med att projektet Västra Roslags Näsby genomförs .